# Lech Dymarski
Lech Henryk Dymarski (ur. 18 października 1949 w Poznaniu) – polski poeta, działacz opozycji demokratycznej w PRL, samorządowiec.

## Życiorys
Absolwent Wydziału Filologicznego UAM w Poznaniu (1977) i Studium Scenariuszowego PWSFTviT w Łodzi (dyplom w 1981). Związany z Teatrem Ósmego Dnia i Nową Falą.
W 1975 zbierał podpisy pod listem przeciwko zmianom w Konstytucji PRL, od 1976 współpracował z KOR-em, rozpowszechniał jego wydawnictwa. W 1977 zorganizował protest przeciwko zwolnieniu Stanisława Barańczaka z UAM. Publikował w „Zapisie”, „Pulsie”, „Krytyce”, paryskiej „Kulturze”, rosyjskim „Kontiniencie”.
Podczas wydarzeń sierpniowych w 1980 przyłączył się do skierowanego do władz komunistycznych apelu 64 naukowców, literatów i publicystów o podjęcie dialogu ze strajkującymi robotnikami. Zbierał również podpisy pod Listem intelektualistów poznańskich popierających strajki w Stoczni Gdańskiej. Przywiózł z Gdańska materiały i organizował poznańskie struktury „Solidarności”. Był członkiem Krajowej Komisji Porozumiewawczej, późniejszej Komisji Krajowej „S”, a także dziesięcioosobowego Krajowego Komitetu Strajkowego. Współredagował „Solidarność Wielkopolski” (1980–1981).
W stanie wojennym został internowany na ponad 10 miesięcy. Po zwolnieniu redagował i wydawał niezależne pisma „Komunikat” (1983–1989) i „Obecność”. Pisał też m.in. w „Solidarności Walczącej Oddział Poznań” i londyńskim „Aneksie”. W 1984 założył konspiracyjną Międzyzakładową Radę „Solidarności” w Poznaniu.
Od 3 kwietnia 1993 do 2 kwietnia 1995 był członkiem Krajowej Rady Radiofonii i Telewizji z wyboru Sejmu. Był także szefem Dyrekcji Programów Informacyjnych TVP, programu publicystycznego W centrum Uwagi, wiceprezesem Polskiej Agencji Informacyjnej, doradcą Prezesa Rady Ministrów i Prezesa Najwyższej Izby Kontroli. Był członkiem Komitetu Obywatelskiego przy Lechu Wałęsie, prezesem Fundacji Obywatelskiej, członkiem zarządu Stowarzyszenia Dziennikarzy Polskich. Objął funkcję dyrektora Wielkopolskiego Muzeum Walk Niepodległościowych w Poznaniu, którym zarządzał do 2015.
W 1998, 2002, 2006 i 2010 wybierany do sejmiku wielkopolskiego, obejmował stanowiska przewodniczącego Komisji Kultury. Został przewodniczącym sejmiku III kadencji i następnie IV kadencji. W 2014 nie kandydował ponownie. Działał w AWS, później przystąpił do Platformy Obywatelskiej. Został także członkiem Stowarzyszenia Wolnego Słowa.
Żonaty z Ewą Kraskowską.

## Odznaczenia i wyróżnienia
Odznaczony Krzyżem Kawalerskim (1990, przez prezydenta RP na uchodźstwie), Oficerskim (2007) i Komandorskim (2014) Orderu Odrodzenia Polski.
W 2015 uhonorowany Krzyżem Wolności i Solidarności. Wyróżniony odznaką honorową „Za zasługi dla Województwa Wielkopolskiego”, odznaką „Zasłużony dla kultury”, a także nagrodą Polcul Foundation. W 2010 został laureatem nagrody honorowej „Świadek Historii” przyznanej przez Instytut Pamięci Narodowej.

## Wybrane publikacje
- Pierwsze zeznania – wiersze, drugi obieg, Poznań 1972
- Rozmówki polskie – wiersze, drugi obieg, 1974
- Nie ma powodów do zaniepokojenia – wiersze, drugi obieg, 1975
- Za zgodą autora – wiersze, Wyd. NOWA 1980
- Notatki z lektur – Wyd. NOWA, Warszawa 1983
- Wiersze sprzed i po – Wyd. „Myśl”, Warszawa 1984
- Zsiadłe mleko, lewica, sprzeciw – wybór felietonów, Wyd. Arcana, Kraków 2005, ISBN 83-89243-57-1